# Domenico Laudicina
Domenico Laudicina (Trapani, 12 giugno 1913 – 3 ottobre 2000) è stato un politico italiano.

## Biografia
Laureato in medicina, esponente della Democrazia Cristiana; fece parte del consiglio comunale di Trapani dal 1952 al 1975 e ricoprì il ruolo di sindaco dal marzo 1956 al giugno 1957.
Morì all'età di 87 anni, il 3 ottobre del 2000. In quel periodo peraltro suo figlio Antonino era in carica a sua volta come sindaco della città di Trapani.